# Le Val-David
Le Val-David é uma comuna francesa na região administrativa da Normandia, no departamento de Eure. Estende-se por uma área de 6,77 km². Em 2010 a comuna tinha 723 habitantes (densidade: 106,8 hab./km²).